# Stenocephalemys ruppi
Espèce
Synonymes
- Myomys ruppi (Van der Straeten & Dieterlen, 1983)[1]

Statut de conservation UICN

 DD  : Données insuffisantes
Stenocephalemys ruppi est une espèce de rongeurs de la famille des Muridae, endémique d'Éthiopie.

## Taxonomie
L'espèce est décrite pour la première fois par Erik Van Der Straeten (d) et Fritz Dieterlen (d) en 1983 sous le nom de Myomys ruppi.

## Distribution et habitat
L'espèce se rencontre dans les monts Gughe situés dans la région de Gamo Gofa dans le sud-ouest de l'Éthiopie, dans les localités de Bulta et Bonke de 2 700 à 3 200 mètres d'altitude.

## Menaces
L'Union internationale pour la conservation de la nature la place dans la catégorie « Données insuffisantes » par manque de données relatives au risque d'extinction en 2008 après qu'elle l'a classée vulnérable depuis 1996.